# 恵み野東
恵み野東（めぐみのひがし）は北海道恵庭市の地名。郵便番号は061-1371。人口は3,709人、世帯数は1,565世帯。

## 地理
恵み野の東に位置しており、南には漁川がある。

## 歴史
1979年に恵庭ニュータウン恵み野が造成され、1984年に南島松の一部から町名変更し「恵み野東」が誕生した。誕生した当初、恵み野東は1丁目・2丁目・6丁目・7丁目があった。その後は東3丁目、東4丁目、東5丁目と編入された。2013年に南島松から編入した恵み野東4丁目にイーストガーデン恵み野が完成した。

### 沿革
- 1984年（昭和59年）- 南島松の一部から恵み野東に町名変更（1丁目 - 2丁目、6丁目 - 7丁目）[5]
- 1985年（昭和60年）- 南島松の一部を東3丁目、東4丁目に編入[5]。
- 1986年（昭和61年）- 南島松の一部を東5丁目に編入[5]。
- 2013年（平成25年）- 南島松の一部を東4丁目に編入[6]。

### 町名の変遷
町名の変遷は以下の通り。
| 実施内容 | 実施年月日 | 実施前 | 実施後   |
| -------- | ---------- | ------ | -------- |
| 町名変更 | 1984年     | 南島松 | 恵み野東 |

## 人口と世帯数
2023年9月30日現在の人口と世帯数は以下の通り。
| 町・丁        | 人口    | 世帯      |
| ------------- | ------- | --------- |
| 恵み野東1丁目 | 283人   | 127世帯   |
| 恵み野東2丁目 | 525人   | 236世帯   |
| 恵み野東3丁目 | 389人   | 183世帯   |
| 恵み野東4丁目 | 922人   | 311世帯   |
| 恵み野東5丁目 | 582人   | 270世帯   |
| 恵み野東6丁目 | 473人   | 209世帯   |
| 恵み野東7丁目 | 535人   | 229世帯   |
| 計            | 3,709人 | 1,565世帯 |

### 人口の変遷
国勢調査による人口数の推移。
| 1995年（平成7年）  | 2,921人 | [ 7 ]  |  |
| 2000年（平成12年） | 3,465人 | [ 8 ]  |  |
| 2005年（平成17年） | 3,568人 | [ 9 ]  |  |
| 2010年（平成22年） | 3,232人 | [ 10 ] |  |
| 2015年（平成27年） | 3,404人 | [ 11 ] |  |
| 2020年（令和2年）  | 3,563人 | [ 12 ] |  |

### 世帯数の変遷
国勢調査による世帯数の推移。
| 1995年（平成7年）  | 857世帯   | [ 7 ]  |  |
| 2000年（平成12年） | 1,062世帯 | [ 8 ]  |  |
| 2005年（平成17年） | 1,110世帯 | [ 9 ]  |  |
| 2010年（平成22年） | 1,154世帯 | [ 10 ] |  |
| 2015年（平成27年） | 1,259世帯 | [ 11 ] |  |
| 2020年（令和2年）  | 1,365世帯 | [ 12 ] |  |

## 小・中学校の通学区
小・中学校の通学区は以下の通り。
| 町・丁   | 街区 | 小学校                 | 中学校               |
| -------- | ---- | ---------------------- | -------------------- |
| 恵み野東 | 全域 | 恵庭市立恵み野旭小学校 | 恵庭市立恵み野中学校 |

## 交通

### バス
- えにわコミュニティバス（ecoバス）[14]
  - 「恵み野旭小学校」・「恵み野東7丁目」・「恵み野東4丁目」・「恵み野南3丁目」・「恵み野中学校」停留所がある。

### 道路
- 一般道道
  - 北海道道600号島松千歳線（3・4・118 中恵庭通）[15]
- 都市計画道路
  - 3・4・123 団地中央通[15]
  - 3・4・124 団地環状通[15]

## 施設
文化
- 恵み野東会館（恵み野東6丁目）

教育
- 恵庭市立恵み野中学校（恵み野東1丁目）
- 幼稚園型認定こども園 恵み野第二幼稚園（恵み野東1丁目）

公園
- はるにれ公園（恵み野東4丁目）
- わんぱく公園（恵み野東6丁目）
- ちょうちょ公園（恵み野東7丁目）

緑地
- 恵み野ポケットパーク（恵み野東7丁目）
- 恵み野北緑地（恵み野東7丁目）

宗教
- 日本福音ルーテル恵み野教会（恵み野東2丁目）